# Quadro de medalhas dos Jogos Pan-Americanos de 1967
| Quadro de Medalhas / Winnipeg 1967 | Quadro de Medalhas / Winnipeg 1967 | Quadro de Medalhas / Winnipeg 1967 | Quadro de Medalhas / Winnipeg 1967 | Quadro de Medalhas / Winnipeg 1967 | Quadro de Medalhas / Winnipeg 1967 |
| ---------------------------------- | ---------------------------------- | ---------------------------------- | ---------------------------------- | ---------------------------------- | ---------------------------------- |
| Pos.                               | País                               | Ouro                               | Prata                              | Bronze                             | Total                              |
| 1                                  | Estados Unidos                     | 128                                | 69                                 | 47                                 | 244                                |
| 2                                  | Canadá                             | 17                                 | 39                                 | 50                                 | 106                                |
| 3                                  | Brasil                             | 11                                 | 10                                 | 5                                  | 26                                 |
| 4                                  | Argentina                          | 8                                  | 14                                 | 12                                 | 34                                 |
| 5                                  | México                             | 7                                  | 16                                 | 25                                 | 48                                 |
| 6                                  | Cuba                               | 7                                  | 16                                 | 24                                 | 47                                 |
| 7                                  | Trinidad e Tobago                  | 2                                  | 2                                  | 3                                  | 7                                  |
| 8                                  | Venezuela                          | 1                                  | 4                                  | 6                                  | 11                                 |
| 9                                  | Colômbia                           | 1                                  | 2                                  | 5                                  | 8                                  |
| 10                                 | Porto Rico                         | 1                                  | 2                                  | 3                                  | 6                                  |
| 11                                 | Chile                              | 1                                  | 1                                  | 3                                  | 5                                  |
| 12                                 | Peru                               |                                    | 2                                  | 1                                  | 3                                  |
| 13                                 | Uruguai                            |                                    | 1                                  | 4                                  | 5                                  |
| 14                                 | Bermudas                           |                                    | 1                                  | 1                                  | 2                                  |
| 15                                 | Barbados                           |                                    | 1                                  |                                    | 1                                  |
| 15                                 | Equador                            |                                    | 1                                  |                                    | 1                                  |
| 17                                 | Jamaica                            |                                    |                                    | 3                                  | 3                                  |
| 18                                 | Panamá                             |                                    |                                    | 2                                  | 2                                  |
| 19                                 | Guiana                             |                                    |                                    | 1                                  | 1                                  |
| 19                                 | Antilhas Holandesas                |                                    |                                    | 1                                  | 1                                  |
| 19                                 | Ilhas Virgens Americanas           |                                    |                                    | 1                                  | 1                                  |